# Clítoris
El clítoris és un òrgan erèctil femení localitzat en la part superior de la vulva. S'hi concentren multitud de terminacions nervioses que produeixen plaer sexual, com una zona erògena molt important. La seva estimulació es fa generalment de manera indirecta i preferiblement amb lubricació. Està unit als llavis menors que recobreixen parcialment les seves arrels i les seves terminacions també arriben a l'anomenat punt G o esponja uretral. Aquest punt està situat aproximadament entre a uns 5 centímetres de l'entrada vaginal, a la cara anterior del cos, però igual que amb la pròstata de l'home, és més fàcil d'estimular quan ja existeix excitació per part de la persona. De fet, normalment són només visibles la caputxa i el gland, que estan en la part superior dels llavis menors, i que formen només una desena part del volum total del clítoris.
La majoria de les dones arriben a l'orgasme a partir de l'estimulació del clítoris. Es pot donar directament sobre el seu gland, amb la fricció indirecta de les seves arrels o de l'anomenat punt G.

## Anatomia
El clítoris té una mida total d'aproximadament 10 cm. Es correspon, en el desenvolupament embrionari, amb al penis dels homes. De fet comparteixen els mateixos teixits i funcionament, amb dos cossos cavernosos. La principal diferència morfològica amb el penis és que el conducte urinari, la uretra, no travessa el seu cos, sinó que està situat exteriorment en una localització inferior. I igual que el penis, en arribar a l'excitació sexual, s'hi produeix la seva erecció i la inflamació dels seus teixits en omplir-se de sang. Els bulbs del vestíbul —envoltant la vagina— també té relació amb el clítoris, i de vegades són descrits com en formant part.

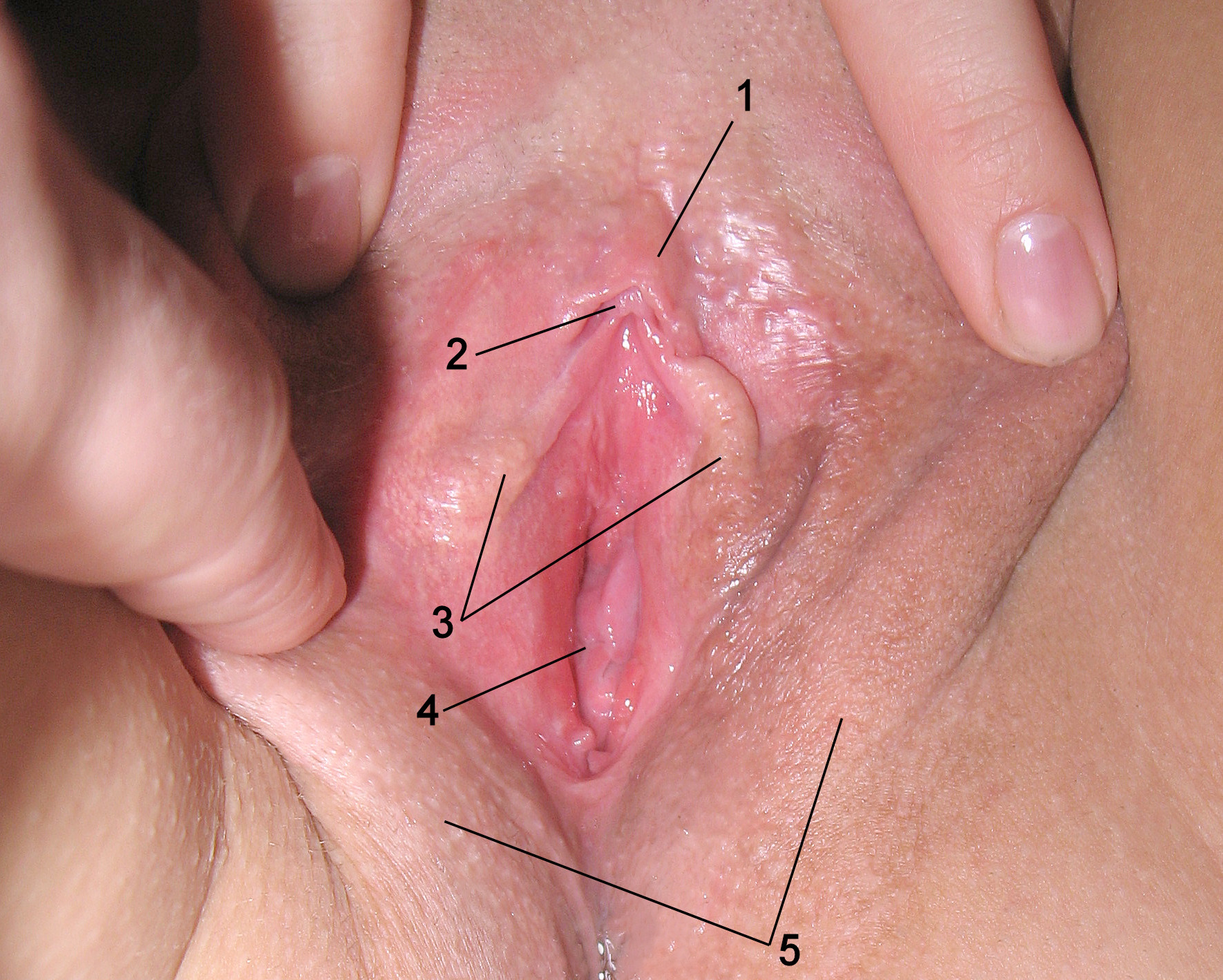
Vista anterior de la vulva d'una dona adulta (amb pèl púbic eliminat):
1. Caputxa del clítoris, 2. Clítoris, 3. Llavis menors, 4. Vagina, 5. Llavis majors.

També experimenta espasmes durant l'orgasme, però a diferència del penis, si es continua estimulant durant aquests espasmes és possible arribar a experimentar diversos orgasmes seguits. Tanmateix, aquest últim fet depèn de la concentració sexual de la dona, i/o l'habilitat i compenetració amb la seva parella o companys sexuals.
En el seu gland també s'hi dona una gran diversitat de mides i formes. Durant la seva relaxació, bé pot restar gairebé invisible sota la seva caputxa, o bé pot ser tan gran com un penis petit. Però la mida no determina pas la capacitat sensitiva d'aquest òrgan que té el triple de corpuscles de Kraüse, per superfície epitelial, que el gland masculí. Per aquest mateix motiu la seva estimulació directa pot arribar a ser molesta i resulta molt més plaent l'estimulació del tronc. El gland també disposa de glàndules lubricants que produeixen esmegma clitoridi.
La seva caputxa, equivalent al prepuci masculí, també està composta per dues capes de pell. La capa interna és una mucosa amb glàndules que produeixen uns enzims per protegir la zona d'infeccions.

## Història cultural

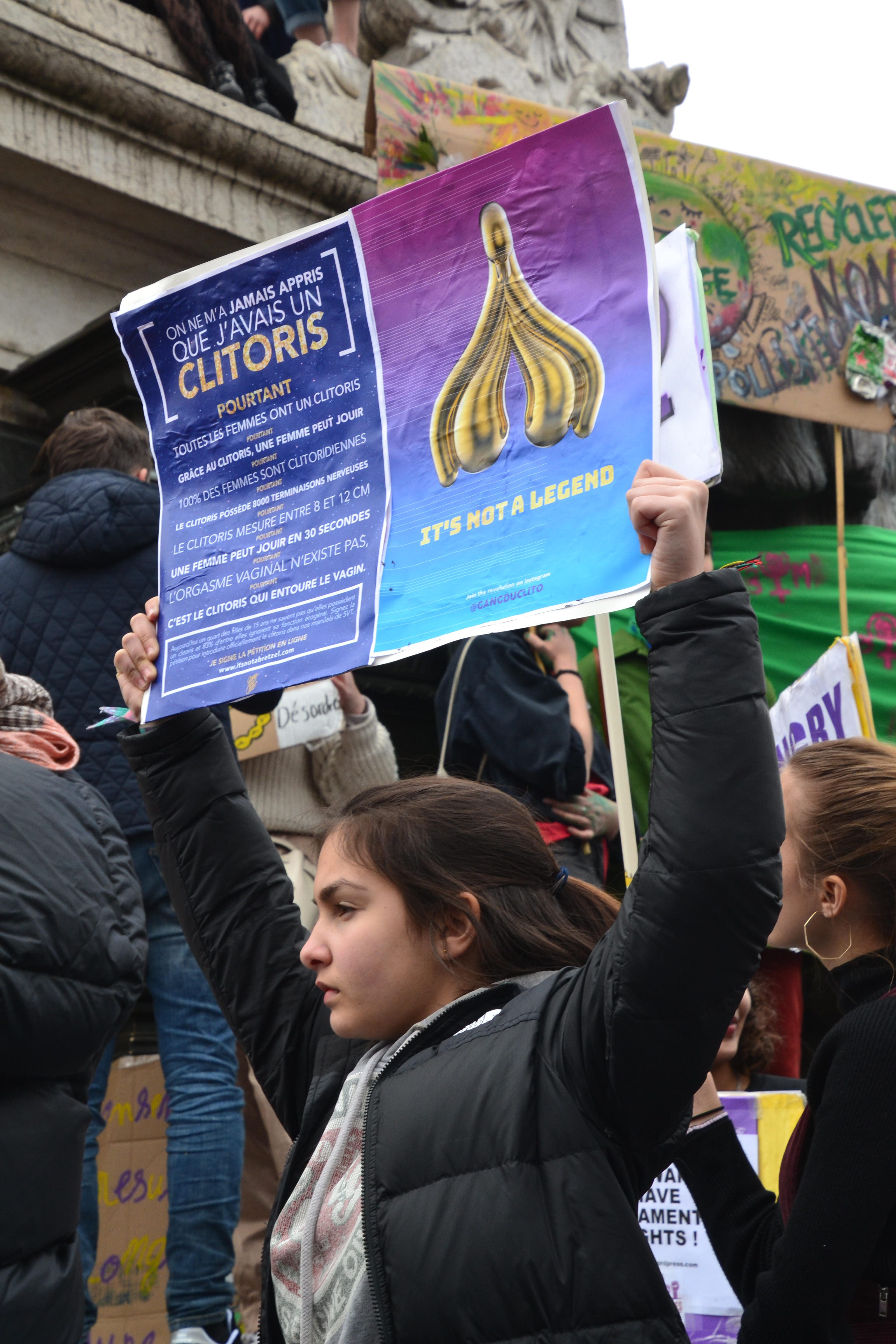
Jove protestant a favor del coneixement del clítoris en una manifestació pels drets de la dona a París, 2019

La literatura mèdica menciona per primer cop l'existència del clítoris cap al segle xvi, si bé hi ha disputes sobre el moment exacte. Renaldo Columbus (també conegut com a Mateo Realdo Colombo) fou un professor de cirurgia en la Universitat de Pàdua, a Itàlia, i va publicar el 1559 un llibre anomenat De re anatomica en el que descriu "la seu del plaer femení". Columbus conclou que "com que ningú ha descobert aquests detalls i el seu propòsit, si es permet que li doni noms a les coses que descobreixo, hauria de ser anomenat l'amor o dolçor de Venus."
El descobriment de Columbus fou rebutjat pel seu successor en la universitat, Gabriele Falloppio (descobridor de les trompes de Fal·lopi), que s'adjudicà el ser el primer a descobrir el clítoris. L'anatomista danès Caspar Bartholin, qui va viure al segle xvii, va rebutjar ambdues pretensions, dient que el clítoris ja era àmpliament conegut per la ciència mèdica des del segle ii.
Els investigadors Masters i Johnson, John Garabedian i el Dr. Matt Jaeger de la Universitat de Kentucky efectuaren extensius estudis sobre el clítoris.
En els anys 1970 la paraula clítoris era considerada ofensiva en els mitjans de comunicació estatunidencs, però en els últims anys ha desaparegut de la llista de paraules tabú.
Es creu que el primer que usa la paraula clítoris en la televisió dels EUA fou el Dr. Rich O'Brien, un col·lega de Harvard de Garabedian, durant el xou de la Dra. Ruth Westheimer.

### Clitoridectomia cultural (ablació)
En algunes cultures es practica la clitoridectomia, és a dir, la mutilació del clítoris, per tal de marcar el pas de nena a dona dins una cerimònia d'iniciació (per bé que en alguns casos es practica en nounades). Les creences o raons amb pocs o cap fonament mèdic d'aquesta pràctica van de l'augment de la feminitat, la puresa i la submissió de la dona, a la reducció del desig sexual per evitar infidelitats, evitar la mort de l'home per contacte físic, acréixer la fertilitat o facilitar el part.
És una pràctica molt estesa a força països africans i de l'Orient Mitjà, i també en comunitats procedents d'aquests països en altres llocs del món. En aquests últims casos la pràctica resulta més difícil pel control sanitari i el rebuig social i judicial cap a l'ablació.
Hi ha una gran relació entre la mutilació genital femenina i la masculina (circumcisió), de manera que arreu on les dones són mutilades els homes també ho són. La relació inversa no es produeix necessàriament.

### Noms populars en català
El clítoris té diversos noms popular en català, i entre d'altres cresta (vegeu cresta).